# Before the Moment
「Before the Moment」（ビフォア・ザ・モーメント）は、喜多村英梨の1枚目のシングル。2004年4月21日にポニーキャニオンから発売された。

## 概要
本作は、喜多村英梨のデビューシングルで、タカラより発売された液晶ゲーム『ハートのかけら』で使用できる「バールコード」が帯裏に記載されている。
表題曲「Before the Moment」は、テレビアニメ『マーメイドメロディー ぴちぴちピッチ ピュア』のオープニングテーマに起用され、PVも制作されている 。なおカップリング曲は子供向け番組『モンすたージオ』の主題歌として起用された。

## 収録曲
1. Before the Moment [4:10]
  - 作詞：三井ゆきこ・ポリン、作曲・編曲：岩見直明
  - テレビアニメ『マーメイドメロディー ぴちぴちピッチ ピュア』オープニングテーマ
2. エンジェル [4:36]
  - 作詞：福田哲也、作曲・編曲：勝誠二
  - ワイワイキッズ『モンすたージオ』エンディングテーマ
3. モンスターが最高！ [4:03]
  - 作詞：福田哲也、作曲・編曲：勝誠二
  - ワイワイキッズ『モンすたージオ』オープニングテーマ